# Boardwalk Hall

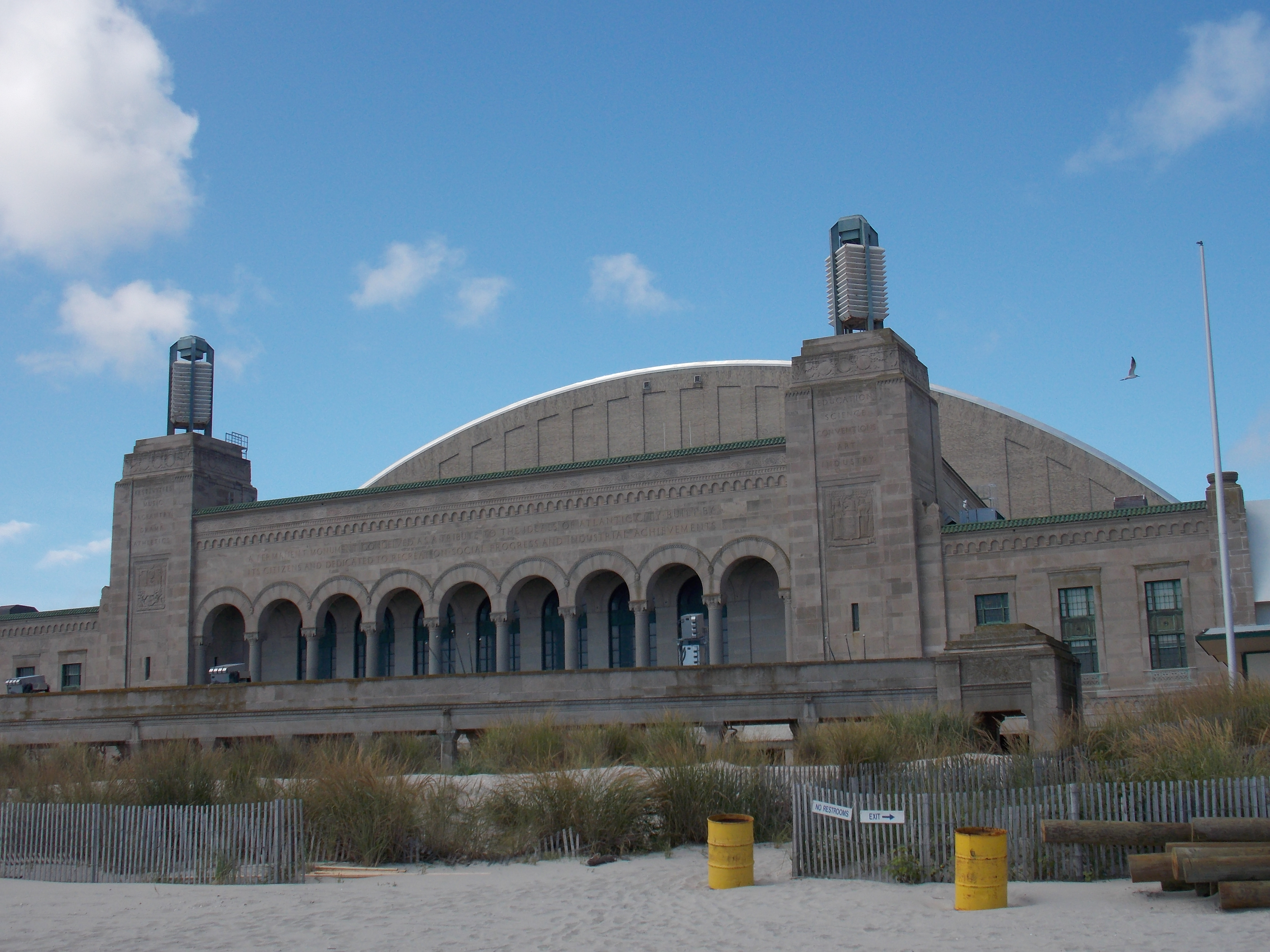
Boardwalk Hall (2014)

Die Jim Whelan Boardwalk Hall, ehemals Atlantic City Convention Hall, ist eine Veranstaltungshalle in Atlantic City (New Jersey), erbaut zwischen 1926 und 1929 nach Plänen des Architektenbüros Lockwood-Greene & Co.
Das monumentale Gebäude gilt als repräsentatives Beispiel der Beaux-Arts-Architektur und Meisterwerk des Bauingenieurwesens im frühen 20. Jahrhundert; zur Entstehungszeit galt die Halle als größter Innenraum der Welt ohne Verstrebungen und Pfeiler, mit damals bis zu 40.000 Sitzplätzen. Der Bau der Halle bestätigte die Beliebtheit Atlantic Citys als Vergnügungs- und Veranstaltungsort seit Ende des 19. Jahrhunderts; die Stadt war stark frequentiert als Versammlungsort von Parteien und großen Organisationen auf nationaler und bundesstaatlicher Ebene, die jetzt auf dieses neue Gebäude zurückgreifen konnten.
1983 wurde das Bauwerk von der American Society of Civil Engineers als National Historic Civil Engineering Landmark ausgezeichnet, Im Februar 1987 folgte die Auszeichnung als National Historic Landmark der Vereinigten Staaten, verbunden mit der Aufnahme in das National Register of Historic Places.
Am 17. Februar 2021 wurde ein von der Halle nur durch eine schmale Straße getrenntes, 33-stöckiges Hochhaus, das 1984 vom Imperium des ehemaligen US-Präsidenten Trump errichtet wurde, erfolgreich gesprengt.

## Nutzung

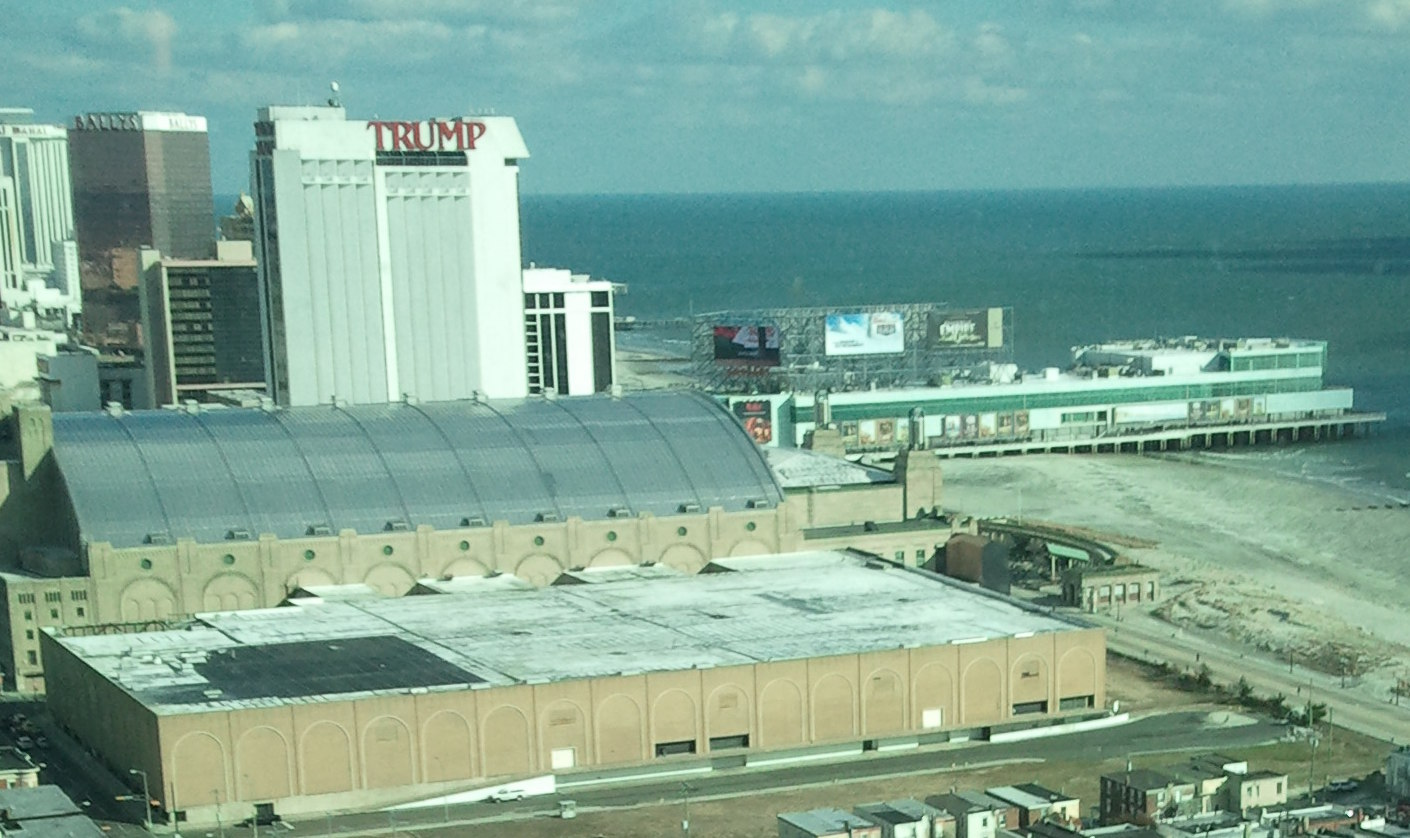
Boardwalk Hall von Westen, dahinter das 1984 von Trumps Casino-Firma errichtete und 2021 gesprengte Hochhaus

Während des Zweiten Weltkriegs nutzte die US Air Force von Juli 1942 bis November 1945 die Halle als Hauptquartier und Trainingszentrum.
Abgesehen von Parteiversammlungen, wie z. B. der Democratic National Convention vom 24. bis zum 27. August 1964, bei der der amtierende US-Präsident Lyndon B. Johnson für die anstehende Wahl 1964 von mehr als 20.000 Teilnehmern als Präsidentschaftskandidat nominiert wurde, fanden und finden hier Großereignisse des Sports und des Showbusiness’ statt. 1930 wurde in der Convention Hall das erste Hallen-Football-Spiel durchgeführt, seither wird die Arena regelmäßig für Sportveranstaltungen genutzt. Von 1940 bis 2006 und erneut seit 2013 ist die Convention Hall Abschluss-Veranstaltungsort des Miss-America-Wettbewerbs.
Nach einem 90 Millionen Dollar teuren Umbau zur Multifunktions-Arena im Jahr 2001 bietet die Haupthalle noch über 14.000, die Nebenhalle Adrian Phillips Theater weitere 3.200 Sitzplätze an.
Die Boardwalk Hall ist Standort der größten Orgel der Welt, gemessen an der Zahl der Pfeifen.